# Louis-Frédéric de Saxe-Hildburghausen
Louis-Frédéric de Saxe-Hildburghausen (11 septembre 1710, Hildburghausen – 10 juin 1759, Nimègue), est un prince de Saxe-Hildburghausen et maréchal-général de l'armée bavaroise.

## Biographie
Louis Frédéric est le plus jeune fils du duc Ernest-Frédéric Ier de Saxe-Hildburghausen et son épouse la comtesse Sophie-Albertine d'Erbach-Erbach. Dans sa jeunesse, il rejoint l'armée impériale et est formé par Friedrich Heinrich von Seckendorff. En 1738, il est promu major général, et en 1739, Generalfeldwachtmeister. Également en 1739, il participe à une campagne en Hongrie contre la Turquie. En 1741, il quitte le service impérial et rejoint l'armée bavaroise, où il joue un rôle dans la Guerre de Succession d'Autriche. En 1742, il est promu général feld-Maréchal lieutenant. L'empereur Charles VII lui donne le régiment d'infanterie Holnstein et en 1743 il est promu maréchal-général. Aussi, en 1743, quand il est commandant de la ville assiégée de Braunau am Inn, il frappe d'urgence des pièces de monnaie d'étain et de plomb.
L'électeur Maximilien III Joseph de Bavière l'a promu en 1745 pour le commandant de toutes les troupes Bavaroises. Il poursuivit les combats de la Guerre de la Succession d'Autriche en 1746-1748 dans les Pays-bas, où il a son propre régiment, nommé Hildburghausen. En 1748, il démissionne du service de la Bavière et retourne à sa ville natale.
Il se marie le 4 mai 1749 à Weikersheim à Christiane Louise (1713-1778), fille du duc Joachim-Frédéric de Schleswig-Holstein-Plön et veuve du comte Louis-Albert de Hohenlohe-Weikersheim. Le mariage est resté sans enfant. Grâce à la contribution financière de la Maison de Hohenlohe, le prince réussit à terminer une coûteuse restauration du manoir de Hellingen. Poursuivi par ses créanciers, il est retourné au service actif aux Pays-bas.
Il est mort en 1759, en tant que gouverneur de Nimègue.